# Pluska (Trebnje, Slovenija)
Pluska je naselje u slovenskoj Općini Trebnju. Pluska se nalazi u pokrajini Dolenjskoj i statističkoj regiji Jugoistočnoj Sloveniji. 

## Stanovništvo
Prema popisu stanovništva iz 2002. godine naselje je imalo 44 stanovnika.